# Norra Åsbo domsagas valkrets
Norra Åsbo domsagas valkrets (fram till 1877 Norra Åsbo härads valkrets) var vid riksdagsvalen till andra kammaren 1866–1908 en egen valkrets med ett mandat. Valkretsen avskaffades vid övergången till proportionellt valsystem 1911, då den uppgick i Kristianstads läns nordvästra valkrets.

## Riksdagsmän
- Sven Rosenberg, min 1867–1868, lmp 1869 (1867–1869)
- Johan Jönsson, nylib 1870–1871, lmp (1870–1884)
- Olof Persson (1885–första riksmötet 1887)
- Mårten Borgström (andra riksmötet 1887)
- Johannes Nilsson, nya lmp (1888–1890)
- Carl Wittsell, gamla lmp 1891–1894, lmp 1895–1896 (1891–1896)
- Johannes Nilsson, lmp (1897–1899)
- Carl Wittsell, lmp (1900–1902)
- Per Nilsson, lmp (1903–1911)

## Valresultat

### 1896
| Andrakammarvalet i Sverige 1896: Norra Åsbo domsagas valkrets | Andrakammarvalet i Sverige 1896: Norra Åsbo domsagas valkrets | Andrakammarvalet i Sverige 1896: Norra Åsbo domsagas valkrets | Andrakammarvalet i Sverige 1896: Norra Åsbo domsagas valkrets | Andrakammarvalet i Sverige 1896: Norra Åsbo domsagas valkrets |
| Kandidat                                                      | Kandidat                                                      | Röster                                                        | Röster                                                        | Röster                                                        |
| Kandidat                                                      | Kandidat                                                      | Antal                                                         | %                                                             | +− %                                                          |
| ------------------------------------------------------------- | ------------------------------------------------------------- | ------------------------------------------------------------- | ------------------------------------------------------------- | ------------------------------------------------------------- |
|                                                               | Johannes Nilsson                                              | 321                                                           | 35,3                                                          |                                                               |
|                                                               | Ossian Berger                                                 | 273                                                           | 30,0                                                          |                                                               |
|                                                               | Övriga kandidater                                             | 315                                                           | 34,7                                                          | —                                                             |
| Antal giltiga röster                                          | Antal giltiga röster                                          | 909                                                           |                                                               |                                                               |
| Kasserade röster                                              | Kasserade röster                                              | 2                                                             |                                                               |                                                               |
| Totalt                                                        | Totalt                                                        | 911                                                           |                                                               |                                                               |

- Valdeltagandet var 53,8%.

### 1899
| Andrakammarvalet i Sverige 1899: Norra Åsbo domsagas valkrets | Andrakammarvalet i Sverige 1899: Norra Åsbo domsagas valkrets | Andrakammarvalet i Sverige 1899: Norra Åsbo domsagas valkrets | Andrakammarvalet i Sverige 1899: Norra Åsbo domsagas valkrets | Andrakammarvalet i Sverige 1899: Norra Åsbo domsagas valkrets |
| Kandidat                                                      | Kandidat                                                      | Röster                                                        | Röster                                                        | Röster                                                        |
| Kandidat                                                      | Kandidat                                                      | Antal                                                         | %                                                             | +− %                                                          |
| ------------------------------------------------------------- | ------------------------------------------------------------- | ------------------------------------------------------------- | ------------------------------------------------------------- | ------------------------------------------------------------- |
|                                                               | Carl Wittsell                                                 | 474                                                           | 64,2                                                          |                                                               |
|                                                               | Johannes Nilsson                                              | 258                                                           | 35,0                                                          | ▼0,3                                                          |
|                                                               | Övriga kandidater                                             | 6                                                             | 0,8                                                           | —                                                             |
| Antal giltiga röster                                          | Antal giltiga röster                                          | 738                                                           |                                                               |                                                               |
| Kasserade röster                                              | Kasserade röster                                              | 5                                                             |                                                               |                                                               |
| Totalt                                                        | Totalt                                                        | 743                                                           |                                                               |                                                               |

Valet ägde rum den 12 augusti 1899. Valdeltagandet var 42,7%.

### 1902
| Andrakammarvalet i Sverige 1902: Norra Åsbo domsagas valkrets | Andrakammarvalet i Sverige 1902: Norra Åsbo domsagas valkrets | Andrakammarvalet i Sverige 1902: Norra Åsbo domsagas valkrets | Andrakammarvalet i Sverige 1902: Norra Åsbo domsagas valkrets | Andrakammarvalet i Sverige 1902: Norra Åsbo domsagas valkrets |
| Kandidat                                                      | Kandidat                                                      | Röster                                                        | Röster                                                        | Röster                                                        |
| Kandidat                                                      | Kandidat                                                      | Antal                                                         | %                                                             | +− %                                                          |
| ------------------------------------------------------------- | ------------------------------------------------------------- | ------------------------------------------------------------- | ------------------------------------------------------------- | ------------------------------------------------------------- |
|                                                               | Per Nilsson                                                   | 467                                                           | 39,4                                                          |                                                               |
|                                                               | Carl Wittsell                                                 | 380                                                           | 32,1                                                          | ▼32,1                                                         |
|                                                               | Ossian Berger                                                 | 331                                                           | 28,0                                                          |                                                               |
|                                                               | Övriga kandidater                                             | 6                                                             | 0,5                                                           | —                                                             |
| Antal giltiga röster                                          | Antal giltiga röster                                          | 1 184                                                         |                                                               |                                                               |
| Kasserade röster                                              | Kasserade röster                                              | 2                                                             |                                                               |                                                               |
| Totalt                                                        | Totalt                                                        | 1 186                                                         |                                                               |                                                               |

Valet ägde rum den 7 september 1902. Valdeltagandet var 60,7%.

### 1905
| Andrakammarvalet i Sverige 1905: Norra Åsbo domsagas valkrets | Andrakammarvalet i Sverige 1905: Norra Åsbo domsagas valkrets | Andrakammarvalet i Sverige 1905: Norra Åsbo domsagas valkrets | Andrakammarvalet i Sverige 1905: Norra Åsbo domsagas valkrets | Andrakammarvalet i Sverige 1905: Norra Åsbo domsagas valkrets |
| Kandidat                                                      | Kandidat                                                      | Röster                                                        | Röster                                                        | Röster                                                        |
| Kandidat                                                      | Kandidat                                                      | Antal                                                         | %                                                             | +− %                                                          |
| ------------------------------------------------------------- | ------------------------------------------------------------- | ------------------------------------------------------------- | ------------------------------------------------------------- | ------------------------------------------------------------- |
|                                                               | Per Nilsson                                                   | 669                                                           | 67,7                                                          | ▲28,3                                                         |
|                                                               | Robert Karlsson (frisinnad)                                   | 299                                                           | 30,3                                                          |                                                               |
|                                                               | Övriga kandidater                                             | 20                                                            | 2,0                                                           | —                                                             |
| Antal giltiga röster                                          | Antal giltiga röster                                          | 988                                                           |                                                               |                                                               |
| Kasserade röster                                              | Kasserade röster                                              | 6                                                             |                                                               |                                                               |
| Totalt                                                        | Totalt                                                        | 994                                                           |                                                               |                                                               |

Valet ägde rum den 10 september 1905. Valdeltagandet var 48,1%.

### 1908
| Andrakammarvalet i Sverige 1908: Norra Åsbo domsagas valkrets | Andrakammarvalet i Sverige 1908: Norra Åsbo domsagas valkrets | Andrakammarvalet i Sverige 1908: Norra Åsbo domsagas valkrets | Andrakammarvalet i Sverige 1908: Norra Åsbo domsagas valkrets | Andrakammarvalet i Sverige 1908: Norra Åsbo domsagas valkrets |
| Kandidat                                                      | Kandidat                                                      | Röster                                                        | Röster                                                        | Röster                                                        |
| Kandidat                                                      | Kandidat                                                      | Antal                                                         | %                                                             | +− %                                                          |
| ------------------------------------------------------------- | ------------------------------------------------------------- | ------------------------------------------------------------- | ------------------------------------------------------------- | ------------------------------------------------------------- |
|                                                               | Per Nilsson                                                   | 920                                                           | 57,9                                                          | ▼9,8                                                          |
|                                                               | Robert Karlsson (frisinnad)                                   | 500                                                           | 31,4                                                          | ▲1,1                                                          |
|                                                               | Elof Andersson (moderat-liberal)                              | 159                                                           | 10,0                                                          |                                                               |
|                                                               | Övriga kandidater                                             | 11                                                            | 0,7                                                           | —                                                             |
| Antal giltiga röster                                          | Antal giltiga röster                                          | 1 590                                                         |                                                               |                                                               |
| Kasserade röster                                              | Kasserade röster                                              | 5                                                             |                                                               |                                                               |
| Totalt                                                        | Totalt                                                        | 1 595                                                         |                                                               |                                                               |

Valet ägde rum den 12 september 1908. Valdeltagandet var 63,4%.